# 티토 황제의 자비
티토 황제의 자비 (La clemenza di Tito), K. 621은 볼프강 아마데우스 모차르트 가 피에트로 메타스타시오의 뒤를 이어 카테리노 마졸라 의 이탈리아 대본으로 구성한 2막의 오페라 세리아이다. 모차르트의 주요 오페라 중 마지막 작품인 마술피리는 이미 작곡되었다. 이 작품은 1791년 9월 6일 프라하의 에스테이트 극장 에서 초연되었다.

## 배경
생의 마지막 해인 1791년에, 프라하에 살았고 보헤미아 영지에서 레오폴드 2세의 대관식 을 보헤미아의 왕으로 기념하기 위한 새로운 작업을 제공하는 의뢰가 왔다. 대관식은 레오폴드와 보헤미아의 귀족 사이의 정치적 협정을 비준하기 위해 계획된 것이었다(이는 레오폴드의 형제 요제프 2세가 보헤미아의 농노를 해방시키고 귀족 지주들의 세금 부담을 늘리려는 계획을 시작하려는 노력을 철회했다 ). 레오폴드는 프랑스 혁명으로 인해 야기된 정치적 도전에 직면하여 반란을 막고 제국을 강화하기 위해 보헤미안 귀족을 진정시키고자 했다. 의식은 9월 6일에 열릴 예정이었다.
7월 8일자 계약에서 "최고 수준의" 카스트라토를 고용하겠다고 약속했다. 그는 "저명한 거장에 의해 대본이 쓰여지고 ... 음악에 맞춰질 것"이라고 말했다.
대본은 이미 거의 40명의 작곡가가 설정했다. 이 이야기는 로마 작가 수에토니우스가 쓴 황제전에서 로마 황제 티투스의 삶에 기반을 두고 있다.

## 공연
초연은 대관식 몇 시간 후에 이루어졌다. 세스토역할은 카스트라토 소프라노 도메니코 베디니가 맡았다. 오페라는 1791년 9월 6일 프라하의 에스테이트 극장 에서 공개적으로 초연되었다. 오케스트라가 극장의 오케스트라라면 클라리넷 연주자 안톤 슈타들러는 모차르트와 함께 프라하로 여행을 가서 오케스트라에서 연주했다. 모차르트는 세스토의 아리아 "Parto, parto, ma tu ben mio"의 바셋 클라리넷과 비텔리아의 아리아 "Non più di fiori"의 바셋 호른을 위한 두 개의 매우 유명한 오블리가티를 작곡했다.
오페라는 모차르트가 죽은 후에도 오랫동안 인기를 유지했다. 그것은 런던에 도착한 최초의 완전한 모차르트 오페라였으며 1806년 3월 27일 폐하의 극장 에서 초연되었다. 캐스트에는 존 브라함( John Braham )이 포함되었으며, 그의 오랜 동반자 낸시 스토레이스는 비엔나 의 피가로의 결혼 에서 첫 번째 수잔나였다. 하지만 1회 공연이라 큰 관심을 끌지 못한 것 같다. 수집할 수 있는 한, 그것은 1957년 세인트 판크라스 페스티벌 때까지 런던에서 다시 상연되지 않았다. 밀라노의 라 스칼라 에서 초연은 1818년 12월 26일이었다. 북미 초연은 1952년 8월 4일 Tanglewood의 Berkshire Music Center 에서 초연되었다.

## 개요

### 1막
티토의 아버지 베스파시아누스에 의해 폐위된 고 황제 비텔리오의 딸 비텔리아는 티토에 대한 복수를 원한다. 그녀는 그녀를 사랑하고 있는 티토의 동요하는 친구 세스토를 부추기고 그에 대한 행동을 하도록 부추긴다(듀엣 "Come ti piace, imoni"). 그러나 티토가 질투한 킬리키아의 베레니케 를 예루살렘으로 보냈다는 소식을 들은 비텔리아는 세스토에게 티토가 그녀(비텔리아)를 황후로 선택하기를 바라면서 그녀의 소원을 수행하는 것을 미루라고 말한다.
그러나 티토는 세스토의 여동생 세르빌리아를 황후로 선택하기로 결정하고 안니오(세스토의 친구)에게 세르빌리아(aria "Del più sublime soglio")에게 메시지를 전하라고 명령한다. 안니오와 세르빌리아는 티토도 모르는 사이에 사랑에 빠졌기 때문에 이 소식은 두 사람 모두에게 매우 반가운 소식이다(듀엣 "Ah, perdona al primo affetto"). 세르빌리아는 티토에게 진실을 말하기로 결정하지만 티토가 여전히 그녀와 결혼하기를 고집한다면 그녀는 순종할 것이라고 말한다. 티토는 세르빌리아의 진실성에 대해 신들에게 감사를 표하고, 그녀와 안니오 사이에 끼어드는 생각을 즉시 단념한다(aria "Ah, se fosse intorno al trono").
그러던 중 비텔리아는 티토가 세르빌리아에 관심을 가졌다는 소식을 듣고 또다시 질투에 휩싸인다. 그녀는 세스토에게 티토를 암살하라고 촉구한다. 그는 오페라의 가장 유명한 아리아 중 하나("Parto, parto, ma tu, ben mio")를 부르며 동의한다. 그가 떠나자마자 안니오와 경비원 푸블리오는 비텔리아를 자신의 황후로 선택한 티토에게 비텔리아를 호위하기 위해 도착한다. 그녀는 죄책감과 그녀가 세토에게 무엇을 하라고 보냈는지에 대해 걱정한다.
한편, 세스토는 그의 동료들과 함께 그의 양심을 불태우려고 할 때 그의 양심과 씨름하고 있다(recitativo "Oh Dei, che smania è questa"). 다른 캐릭터들(티토 제외)은 여러 번 입장하고 불타는 국회 의사당에 공포로 반응한다. 세스토는 다시 들어와 티토가 살해당하는 것을 보았다고 발표하지만 비텔리아는 티토가 자신을 암살자로 비난하는 것을 막는다. 다른 사람들은 1막을 하기 위해 느리고 슬픈 결말로 티토를 한탄한다.

### 2막
이 행위는 Anio가 세스토에게 티토 황제가 실제로 살아 있고 방금 본 적이 있다고 말하는 것으로 시작된다. 연기와 혼돈 속에서 세스토는 다른 사람을 티토로 착각했다. 세스토는 로마를 떠나고 싶어하지만 안니오는 그러지 말라고 설득한다(aria "Torna di tito lato"). 곧 푸블리오는 세스토를 체포하기 위해 도착하여 티토의 로브를 입고 세스토에게 찔린 것은 세스토의 공모자 중 한 명이라는 소식을 전한다. 원로원은 티토가 그의 친구가 무죄가 될 것이라고 확신하면서 참을성 없이 기다리는 동안 세스토를 시도한다. 푸블리오는 그의 의심(aria "Tardi s'avvede d'un tradimento")을 표현하고 상원으로 떠난다. 아니오는 티토에게 친구(aria "Tu fosti tradito")에게 관대함을 보여달라고 간청한다. 푸블리오는 돌아와서 세스토가 유죄 판결을 받았고 괴로워하는 티토가 세스토의 사형 선고에 서명해야 한다고 발표한다.
그는 줄거리에 대한 자세한 내용을 알아보기 위해 먼저 세스토를 보내기로 결정한다. 세스토는 모든 죄책감을 스스로 떠안고 자신은 죽어 마땅하다고 말한다( rondo "Deh, per questo istante solo"). 그래서 티토는 그에게 사형을 선고하고 그를 보낸다. 그러나 오랜 내부 투쟁 끝에 티토는 세스토에 대한 사형 집행 영장을 찢다. 그는 세상이 그(티토)를 비난하기를 원한다면 복수심에 불타는 마음(aria "Se all'impero")이 아니라 너무 많은 자비를 베풀었다고 비난해야 한다고 결정한다.
이때 비텔리아는 죄책감에 찢기지만 세르비아는 눈물만으로는 세스토를 구할 수 없다고 경고한다(aria "S'altro che lagrime"). 비텔리아는 마침내 제국에 대한 그녀의 희망을 포기하고 티토에게 모든 것을 고백하기로 결정한다( 바셋 호른 obbligato가 있는 Rondo "Non più di fiori"). 원형 극장 에서 사형수(세스토 포함)가 야수에게 던져지기를 기다리고 있다. 티토는 자비를 베풀려고 하고, 비텔리아는 세스토의 음모를 부추긴 자라고 고백한다. 충격을 받았지만 황제는 그가 제공하는 일반적인 사죄에 그녀를 포함시킨다(recitativo accompagnato "Ma che giorno è mai questo?" ). 오페라는 모든 주제가 티토의 극도의 관대함을 칭찬하는 것으로 끝난다. 그런 다음 그는 신들에게 로마의 선익에 대한 관심을 중단하면 자신의 날을 단축해 달라고 요청한다.